# Heca
Heca – piąty album studyjny polskiej piosenkarki Lanberry. Wydawnictwo ukazało się 8 listopada 2024 nakładem wytwórni muzycznej Warner Music Poland.
Album jest utrzymany w stylu muzyki pop i pop-rock. Składa się z wersji standardowej (1 CD), limitowanej (1 CD i żelki) i płyty analogowej (1 LP).
Płyta zadebiutowała na 12. miejscu polskiej listy sprzedaży – OLiS.
Nagrania były promowane singlami: „Stare piosenki”, „Notting Hill”, „Dzięki, że jesteś”, „Co ja robię tu”, „Fejk”, „Cyrk”, „Nie jesteś sam” i „Tarasy”.

## Lista utworów
Opracowano na podstawie materiału źródłowego.
| Heca – Wersja standardowa | Heca – Wersja standardowa                 | Heca – Wersja standardowa                                          | Heca – Wersja standardowa                                          | Heca – Wersja standardowa |
| Nr                        | Tytuł utworu                              | Słowa                                                              | Muzyka                                                             | Długość                   |
| ------------------------- | ----------------------------------------- | ------------------------------------------------------------------ | ------------------------------------------------------------------ | ------------------------- |
| 1.                        | „Co ja robię tu”                          | Małgorzata Uściłowska, Jeremi Siejka                               | Małgorzata Uściłowska, Jeremi Siejka                               | 2:37                      |
| 2.                        | „Tarasy”                                  | Małgorzata Uściłowska, Jeremi Siejka                               | Małgorzata Uściłowska, Jeremi Siejka                               | 2:30                      |
| 3.                        | „Cyrk”                                    | Małgorzata Uściłowska                                              | Małgorzata Uściłowska, Vladimir Coman-Popescu                      | 3:06                      |
| 4.                        | „Kawałek za miastem”                      | Małgorzata Uściłowska, Monika Wydrzyńska                           | Małgorzata Uściłowska, Leon Krześniak                              | 2:51                      |
| 5.                        | „Dzięki, że jesteś” (oraz Tribbs)         | Małgorzata Uściłowska, Mikołaj Trybulec                            | Małgorzata Uściłowska, Mikołaj Trybulec                            | 2:30                      |
| 6.                        | „Nie jesteś sam” (oraz Ernest Staniaszek) | Małgorzata Uściłowska, Ernest Staniaszek                           | Małgorzata Uściłowska, Ernest Staniaszek, Piotr Bogutyn            | 3:30                      |
| 7.                        | „Notting Hill”                            | Małgorzata Uściłowska, Monika Wydrzyńska, Jakub Krupski            | Małgorzata Uściłowska, Monika Wydrzyńska, Jakub Krupski            | 2:56                      |
| 8.                        | „Stare piosenki” (oraz Bovska)            | Małgorzata Uściłowska, Magdalena Grabowska-Wacławek, Jakub Krupski | Małgorzata Uściłowska, Magdalena Grabowska-Wacławek, Jakub Krupski | 3:25                      |
| 9.                        | „Ratuj się kto może”                      | Małgorzata Uściłowska, Arkadiusz Kopera                            | Małgorzata Uściłowska, Arkadiusz Kopera                            | 3:53                      |
| 10.                       | „Bot”                                     | Małgorzata Uściłowska                                              | Małgorzata Uściłowska, Leon Krześniak                              | 2:29                      |
| 11.                       | „Fejk”                                    | Małgorzata Uściłowska, Jeremi Siejka                               | Małgorzata Uściłowska, Jeremi Siejka                               | 2:43                      |
| 12.                       | „Zapomniałeś zapomnieć”                   | Małgorzata Uściłowska, Jeremi Siejka                               | Małgorzata Uściłowska, Jeremi Siejka                               | 2:49                      |
|                           |                                           |                                                                    |                                                                    | 35:19                     |

## Promocja

### Heca Tour
Opracowano na podstawie materiału źródłowego.
| Data            | Miejscowość | Obiekt                     |
| --------------- | ----------- | -------------------------- |
| 9 marca 2025    | Poznań      | 2progi                     |
| 22 marca 2025   | Opole       | NCPP                       |
| 28 marca 2025   | Rzeszów     | Strefa Kultury Studenckiej |
| 29 marca 2025   | Białystok   | Gwint                      |
| 3 kwietnia 2025 | Chorzów     | ChCK                       |

## Pozycje na listach sprzedaży

### Pozycje na listach tygodniowych
| Kraj   | Lista (2024)             | Najwyższa pozycja |
| ------ | ------------------------ | ----------------- |
| Polska | OLiS – albumy            | 12                |
| Polska | OLiS – albumy fizycznie  | 7                 |
| Polska | OLiS – albumy w streamie | 44                |